# Żelu Żelew
Żelu Mitew Żelew, bułg. Желю Митев Желев (ur. 3 marca 1935 w Weselinowie, zm. 30 stycznia 2015 w Sofii) – bułgarski filozof i polityk, dysydent, założyciel Związku Sił Demokratycznych (SDS), w latach 1990–1997 prezydent Bułgarii.

## Życiorys
W 1958 ukończył studia filozoficzne na Uniwersytecie Sofijskim im. św. Klemensa z Ochrydy (1958). Był aktywistą bułgarskiego Komsomołu i członkiem Bułgarskiej Partii Komunistycznej. W latach 1961–1964 pracował na macierzystej uczelni. Został pozbawiony pracy i wykluczony z partii za krytykę dogmatów filozofii marksistowskiej, przez kilka lat pozostawał bez stałego zatrudnienia. W 1974 uzyskał stopień kandydata nauk. W 1975 podjął zatrudnienie w Instytucie Kultury, w latach 1977–1982 kierował jedną z sekcji. W 1982 opublikował książkę Faszizmyt (język pol. Faszyzm), ukończoną już w 1967. Kilka tygodni później władze zdecydowały o jej wycofaniu ze sprzedaży z powodu nasuwających się porównań z komunizmem, do tego czasu rozprowadzono jednak około 60% z dziesięciotysięcznego nakładu.
W 1988 był jednym ze współzałożycieli organizacji „Kłub za podkrepa na głasnostta i preustrojstwoto” (nawiązującej nazwą do radzieckiej pieriestrojki), wraz z nią działał na rzecz odsunięcia Todora Żiwkowa od władzy. W grudniu 1989 został przewodniczącym nowo powstałego Związku Sił Demokratycznych, zrzeszającego ugrupowania i ruchy opozycyjne. W 1990 został posłem do konstytuanty. Przewodniczył reprezentacji SDS w trakcie rozmów tzw. okrągłego stołu.
1 sierpnia 1990 parlament powołał go na urząd prezydenta Bułgarii. W 1992 kandydował w pierwszych bezpośrednich wyborach prezydenckich w parze z Błagą Dimitrową jako kandydatką na wiceprezydenta. W pierwszej turze uzyskali około 44,7% głosów, zwyciężając w drugiej turze głosowania z poparciem 52,9% głosujących. W 1993 doszło do konfliktu prezydenta z macierzystym ugrupowaniem na tle wspierania przez niego rządu Lubena Berowa. Z tego samego powodu w 1993 do dymisji podała się wiceprezydent Błaga Dimitrowa. W 1996 nie uzyskał nominacji ze strony SDS i nie ubiegał się o reelekcję. Pięcioletnią kadencję zakończył 22 stycznia 1997.
W 1997 wspierane przez niego ugrupowanie liberalne poniosło porażkę w wyborach parlamentarnych. Żelu Żelew założył własną fundację, działał też w Międzynarodówce Liberalnej. Przewodniczył think tankowi skupiającemu polityków z krajów bałkańskich.

## Publikacje
- Samodejnoto izkustwo w usłowijata na nauczno-techniczeskata rewolucija (1976)
- Modałnite kategorii (1978)
- Fiziczeskata kułtura i sporta w urbaniziranoto obsztestwo (1979)
- Faszizmyt (1982, 1990)
- Czowekyt i negowite licznosti (1991)
- Rełacionna teorija za licznostta (1993)
- Inteligencija i politika. Statii, eseta, reczi, interwjuta (1995)
- Nowata wynszna politika na Byłgarija i NATO (1995)

## Odznaczenia
- Krzyż Wielki Orderu Zasługi Rzeczypospolitej Polskiej (Polska, 1994)[7]
- Wielki Łańcuch Orderu Wolności (Portugalia, 1994)[8]
- Krzyż Wielki Orderu Zasługi (Rumunia, 2001)[9]
- Order 8 Września (Macedonia Północna, 2010)[10]